# Olympische Sommerspiele 2000/Teilnehmer (Bangladesch)
| Gelbes Symbol für Goldmedaillen mit stilisierten Olympischen Ringen | Graues Symbol für Silbermedaillen mit stilisierten Olympischen Ringen | Braundes Symbol für Bronzemedaillen mit stilisierten Olympischen Ringen |
| ------------------------------------------------------------------- | --------------------------------------------------------------------- | ----------------------------------------------------------------------- |
| —                                                                   | —                                                                     | —                                                                       |

Bangladesch nahm an den Olympischen Sommerspielen 2000 in der australischen Metropole Sydney mit fünf Sportlern, drei Frauen und zwei Männern, in drei Sportarten teil.
Seit 1984 war es die fünfte Teilnahme des asiatischen Staates bei Olympischen Sommerspielen.

## Flaggenträger
Die Schützin Sabrina Sultana trug die Flagge Bangladeschs während der Eröffnungsfeier im Stadium Australia.

## Teilnehmer nach Sportart

### Leichtathletik
- Mohamed Mahbub Alam
Männer, 200 m: in der 1. Runde ausgeschieden (dnf)

- Foujia Huda
Frauen, 100 m: in der 1. Runde ausgeschieden (12,75 s)

### Schießen
- Sabrina Sultana
Frauen, Luftpistole 10 m: 46. Platz
Frauen, Sportgewehr Dreistellungskampf: 38. Platz

### Schwimmen
- Doli Akhter
Frauen, 100 m Rücken: in der 1. Runde ausgeschieden (disqualifiziert)

- Karar Samedul Islam
Männer, 100 m Brust: 64. Platz (1:14,93 min)